# ليندا كيوف
ليندا كيوف (بالإنجليزية: Linda Keough) هي منافسة ألعاب القوى بريطانية، ولدت في 28 ديسمبر 1963 في حي هكني في لندن في المملكة المتحدة.

## وصلات خارجية
- ليندا كيوف على موقع الاتحاد الدولي لألعاب القوى (الإنجليزية)
- ليندا كيوف على موقع أوليمبيديا (الإنجليزية)
- ليندا كيوف على موقع اللجنة الأولمبية البريطانية (الإنجليزية)
- ليندا كيوف على موقع اتحاد ألعاب الكومنولث (مؤرشف) (الإنجليزية)